# La escala de Mohs (Gata Cattana)
La escala de Mohs es el primer libro de la rapera y poetisa Ana Isabel García Llorente, más conocida como Gata Cattana o Ana Sforza. La primera edición fue publicada en noviembre de 2016 a través de su propia autoedición con la editorial independiente Homo Stultus, que se encargó de la maquetación y el diseño del libro, disponible en internet para el uso de todos. En junio de 2017 fue reeditado por Arcesis, tras la trágica muerte de la poeta en marzo de ese mismo año. La editorial, puso en venta esta segunda edición a través de varios puntos y incluyendo la compra online, y los beneficios íntegros obtenidos se han destinado a la fundación Gata Cattana. El libro consta de 23 poemas propios y cuatro pequeños relatos en sus últimas páginas, así como varias ilustraciones de Chico Iwana y un prólogo, realizado por Antonio Díez Fernández. 
En febrero de 2019, Aguilar volvió a publicar el libro en una nueva edición ampliada con composiciones inéditas. Además del material nuevo original, esta reedición incluye los manuscritos de uno de los poemas inéditos que la agencia literaria Dispara entregó a la editorial. Ana Llorente, madre de Gata Cattana, ha sido la responsable de la tercera publicación de los escritos de su hija. El libro también contiene dos ilustraciones nuevas de Don Iwana y un prólogo dedicado por la poeta Irene X. La nueva edición de intención sumaria, posa su valor en dar difusión a la cantante tras su pérdida.
A la saga de reediciones y homenajes, se incluye, "No vine a ser carne", el nuevo libro de la poeta cordobesa que sigue la senda de La escala de Mohs. Su publicación corre a cargo de Verso & Cuento, la colección del sello Aguilar de Penguin Random House, y se puso a la venta este 5 de noviembre de 2020.

## Contenido y estilo
El contenido de La escala de Mohs pasa del feminismo o la mitología, hasta la crítica política y social, mezclando constantemente referentes clásicos con una realidad actual y cotidiana. Si bien la temática del libro es similar a la que trataba en sus canciones, su estilo es diferente. En el rap buscaba la musicalidad y la rima, mientras que en la poesía los versos son libres y fluyen sin límites. En la poesía Ana se deja ser más ella misma. En los últimos relatos del libro la artista habla en primera persona para contar al lector (o a sí misma) aspectos y reflexiones de su vida, centrándose sobre todo en la cultura andaluza, a la que ella se sentía muy arraigada. Sus estudios como politóloga y sus intereses artísticos marcan las letras de la artista, que no se encasilla como poeta o cantante. El título de la obra, muestra el baremo en el que se miden la dureza de los minerales, como metáfora de la calidad de los principios de las personas y la sociedad. Su lenguaje cuidado y las referencias a la filosofía, la historia y la geopolítica se entremezclan con los sentimientos más personales de la poeta, sin obviar su activismo y militancia que le ha llevado a convertirse en un icono de la lucha feminista y una figura de culto, que cierra su producción literaria con el último libro publicado póstumamente  "no vine a ser carne". En este último tomo, se sigue una continuación de La escala de mohs, con producciones de su adolescencia y nuevos inéditos posteriores a 2010.

## Repercusión
Tras la publicación de la última reedición, se han celebrado homenajes y lecturas del poemario en la capital madrileña y en el pueblo de nacimiento de Ana, Adamuz, Córdoba y Granada, así como distintos actos de conmemoración.

## Poemas
1. A Madrid
2. Leviatán
3. La escala de Mohs
4. Hojita de menta
5. Génesis
6. La profecía
7. Tu oficio, poeta
8. Con las manos
9. Desapariciones
10. La Satine
11. Teogonía
12. El par de dos
13. Diagnóstico
14. Diagnóstico II
15. El ciprés y la espiga
16. Rebeca de Winter
17. Cospedales
18. Caso empírico
19. Vendrán
20. A ti, no
21. Culpables
22. N18
23. Acuoso

## Relatos
1. Barrabás
2. Rudimentos
3. El cumpleaños
4. Jazmines